# Metropolitan Borough of Wigan
Wigan är ett storstadsdistrikt (kommun) i Greater Manchester i England,  Storbritannien. Distriktet har 334 110 invånare (2022). Distriktet grundades 1 april 1974 som en följd av Local Government Act 1972.
Större orter är Ashton-in-Makerfield, Atherton, Golborne, Hindley, Ince-in-Makerfield, Leigh, Greater Manchester, Orrell, Standish, Tyldesley och Wigan.
Större delen av Wigan är inte indelad i civil parishes. De civil parishes som finns är:
- Haigh (cirka 600 invånare)
- Shevington (cirka 9 800 invånare)
- Worthington (135 invånare)